# Lakeville Estates
Lakeville Estates es un área no incorporada (o conocidas como aldea) ubicada en el condado de Nassau en el estado estadounidense de Nueva York. Lakeville Estates se encuentra ubicada dentro del pueblo de North Hempstead.

## Geografía
Lakeville Estates se encuentra ubicada en las coordenadas 40°45′00″N 73°35′00″O / 40.75000, -73.58333.